# 표류 경석

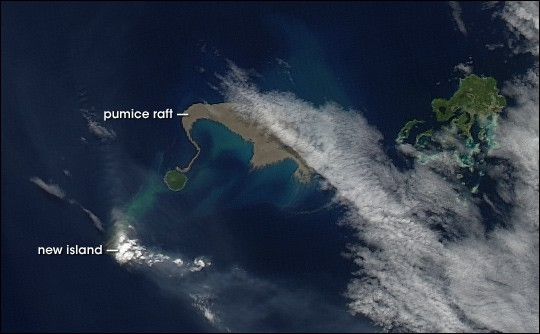
고다드 우주 비행 센터 보통 - 해상도 이미징 분광 방사 신속 대응 시스템의 데이터를 기반으로 NASA 지구 관측소에서 촬영한 통가어 제도 근처를 표류하는 경석

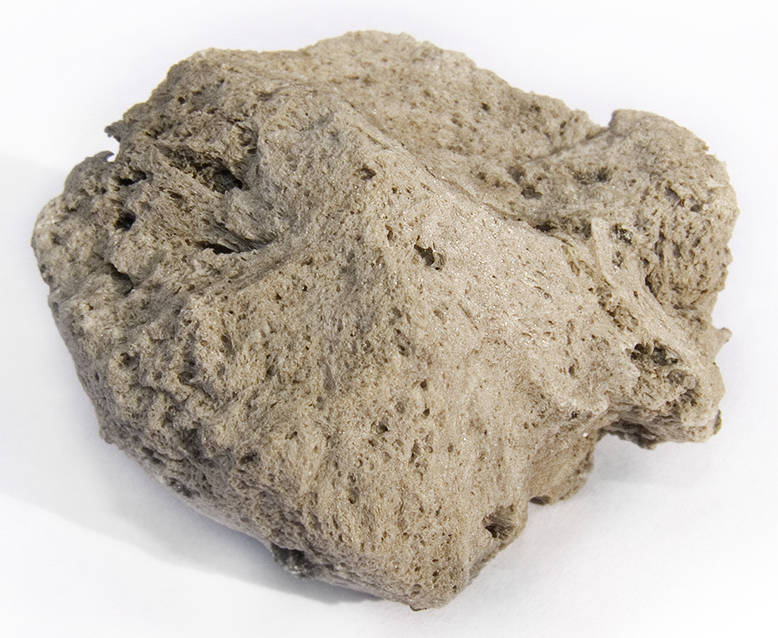
경석

표류 경석은 해양 기반 또는 근해 화산 활동에 의해 생성된 경석이 물위에 떠 있는 것을 말하는 것으로 생물 학자들은 동물과 식물이 표류 경석으로 섬에서 섬으로 이동했다고 추측하고 있으며, 우주 생물 학자들은 표류 경석을 생명의 기원과 관련있다고 가설을 세우고 있다.

## 주목할만한 예
2012년 8월  뉴질랜드 근처에서 거대한 표류 경석이 발견되었다. 이 표류 경석은 길이가 480km이고 폭은 50km이며 수면위로 60cm의 올라와 있었다. 2012년 8월 10일에 넓이가 26,000 km2의 표류 경석이 라울 섬 근처에서 로얄 뉴질랜드 해군에 의해 발견되었다.

## 같이 보기
- 뜬섬